# Дойл, Майк (актёр)
Майк Дойл (англ. Mike Doyle, род. 16 сентября 1972) — американский актёр.
Дойл окончил Джульярдскую школу и с середины 1990-х начал свою карьеру на телевидении, появляясь в ряде фильмов и мини-сериалов. Дойл появился в сериалах «Секс в большом городе» и «Тюрьма Оз», а затем в 2002 году взял на себя второстепенную роль Райана О’Халлорана в «Закон и порядок: Специальный корпус». Его персонаж был убит в финале десятого сезона в мае 2009 года. С тех пор он появился в «Мыслить как преступник», «Хорошая жена», «Бесстыдники» и «Чёрный список», а также имел второстепенную роль в «Одарённый человек» (2011—2012).
Дойл появился в ряде Офф-бродвейских постановок и кинофильмах в период своей карьеры. Он сыграл роль Боб Крю в фильме Клинта Иствуда «Парни из Джерси» в 2014 году. После он получил основные роли в фильмах «Последнее слово» и «Макс Стил». Дойл также появился в фильмах «Законы привлекательности» (2004), «Кроличья нора» (2010) и «Зелёный Фонарь» (2011).

## Личная жизнь
Майк Дойл является геем. В 2019 году Дойл впервые был режиссёром независимого фильма Almost Love , в главных ролях которого снимались артисты геи.

## Фильмография
- Титаник (1996)
- Кое-что о девушках (1998)
- Руссо (2000)
- Каттер (2003)
- Законы привлекательности (2004)
- Дьявол и Дэниэл Уэбстер (2004)
- Двадцатидевятилетие гея (2005)
- Собачья любовь (2007)
- P.S. Я люблю тебя (2007)
- Кроличья нора (2010)
- Зелёный Фонарь (2011)
- Юнион-Сквер (2011)
- Сирота-убийца (2011)
- Гейби (2012)
- Эксгибиционисты (2012)
- Парни из Джерси (2014)
- Ты не ты (2014)
- Последнее слово (2014)
- Потеря (2015)
- Приглашение (2015)
- Макс Стил (2016)
- Романовы (2018)
- Почти любовь (2019)
- Искусство по понятиям (2023)